# Lijst van rijksmonumenten in De Bilt (plaats)
De plaats De Bilt telt 72 inschrijvingen in het rijksmonumentenregister. Hieronder een overzicht. De monumenten die te maken hebben met de Nieuwe Hollandse Waterlinie en horen bij de zogenaamde Werken bij Griftenstein staan hieronder geclusterd in een afzonderlijke sectie.

## Diverse rijksmonumenten
| Object                                                                      | Oorspronkelijke functie?  | Bouwjaar                      | Architect                                    | Locatie                       | Coördinaten?                 | Nr.?   | Afbeelding        |
| --------------------------------------------------------------------------- | ------------------------- | ----------------------------- | -------------------------------------------- | ----------------------------- | ---------------------------- | ------ | ----------------- |
| Boerderij met aangebouwd bakhuis                                            | Boerderij                 |                               |                                              | Bisschopsweg 2                | 52° 5' 25" NB, 5° 12' 2" OL  | 9563   | Meer afbeeldingen |
| De Oude School: Kosterij der Nederlands Hervormde Kerk                      | Kerkelijke dienstwoning   |                               |                                              | Burgemeester de Withstraat 29 | 52° 6' 18" NB, 5° 10' 52" OL | 9564   | Meer afbeeldingen |
| Stenen Duifhuis                                                             | Bijgebouwen kastelen enz. |                               |                                              | Kerklaan bij 40               | 52° 6' 15" NB, 5° 10' 24" OL | 9568   | Meer afbeeldingen |
| Tolhuis, riet bedaking, gepleisterde muren in midden houten gevel op zuilen | Overheidsgebouw           |                               |                                              | Soestdijkseweg Zuid 98        | 52° 6' 45" NB, 5° 11' 30" OL | 9569   | Meer afbeeldingen |
| Ned.Hervormde Kerk                                                          | Kerk en kerkonderdeel     | 1657                          |                                              | Dorpsstraat 70                | 52° 6' 16" NB, 5° 10' 54" OL | 9570   | Meer afbeeldingen |
| Sandwijck: duiventil                                                        | Tuin, park en plantsoen   |                               |                                              | Utrechtseweg 301              | 52° 5' 54" NB, 5° 10' 14" OL | 9573   | Upload foto       |
| Vollenhoven                                                                 | Kasteel, buitenplaats     | 1800-1900                     |                                              | Utrechtseweg 59               | 52° 6' 2" NB, 5° 12' 13" OL  | 506936 | Meer afbeeldingen |
| Vollenhoven: historische tuin- en parkaanleg                                | Tuin, park en plantsoen   | 1800-1810                     |                                              | Utrechtseweg bij 59           | 52° 6' 2" NB, 5° 12' 13" OL  | 506938 | Meer afbeeldingen |
| Den Eyck                                                                    | Boerderij                 | 1806                          |                                              | Utrechtseweg 18               | 52° 6' 6" NB, 5° 12' 39" OL  | 506940 | Meer afbeeldingen |
| Den Eyck: stal                                                              | Bijgebouwen kastelen enz. | laat 18e eeuw                 |                                              | Utrechtseweg bij 18           | 52° 6' 6" NB, 5° 12' 39" OL  | 506941 | Upload foto       |
| Den Eyck: brug op de overplaats                                             | Tuin, park en plantsoen   | ca. 1900                      |                                              | Utrechtseweg bij 18           | 52° 6' 4" NB, 5° 12' 40" OL  | 506942 | Upload foto       |
| Vollenhoven: koetshuis                                                      | Bijgebouwen kastelen enz. | ca. 1810                      |                                              | Utrechtseweg 53               | 52° 6' 0" NB, 5° 12' 18" OL  | 506943 | Upload foto       |
| Vollenhoven: oranjerie                                                      | Tuin, park en plantsoen   | ca. 1800-1810                 |                                              | Utrechtseweg 65               | 52° 5' 54" NB, 5° 12' 2" OL  | 506944 | Meer afbeeldingen |
| Vollenhoven: dubbele dienstwoning                                           | Dienstwoning              | midden 19e eeuw               |                                              | Utrechtseweg 61               | 52° 5' 41" NB, 5° 11' 60" OL | 506945 | Upload foto       |
| Vollenhoven: tuinmanshuis                                                   | Dienstwoning              | ca. 1800-1810                 |                                              | Utrechtseweg 41               | 52° 5' 55" NB, 5° 12' 22" OL | 506946 | Upload foto       |
| Vollenhoven: portierswoning                                                 | Dienstwoning              | ca. 1860                      |                                              | Utrechtseweg 89               | 52° 6' 9" NB, 5° 12' 4" OL   | 506947 | Meer afbeeldingen |
| Vollenhoven: houtschuur                                                     | Boerderij                 | eerste helft 19e eeuw         |                                              | Utrechtseweg bij 59           | 52° 5' 58" NB, 5° 12' 7" OL  | 506948 | Upload foto       |
| Vollenhoven: moestuinmuur                                                   | Boerderij                 | 1900                          |                                              | Utrechtseweg bij 59           | 52° 5' 59" NB, 5° 12' 6" OL  | 506949 | Upload foto       |
| Vollenhoven: druivenkas                                                     | Bijgebouwen kastelen enz. | vroeg 19e eeuw                |                                              | Utrechtseweg bij 59           | 52° 6' 2" NB, 5° 12' 13" OL  | 506950 | Meer afbeeldingen |
| Vollenhoven: druivenkas                                                     | Bijgebouwen kastelen enz. | midden 19e eeuw               |                                              | Utrechtseweg bij 59           | 52° 6' 2" NB, 5° 12' 13" OL  | 506951 | Upload foto       |
| Vollenhoven: tuinkas                                                        | Bijgebouwen kastelen enz. | begin 19e eeuw                |                                              | Utrechtseweg bij 59           | 52° 6' 2" NB, 5° 12' 13" OL  | 506952 | Upload foto       |
| Vollenhoven: ronde kas                                                      | Bijgebouwen kastelen enz. | laat 19e eeuw                 |                                              | Utrechtseweg bij 59           | 52° 6' 2" NB, 5° 12' 13" OL  | 506953 | Upload foto       |
| Vollenhoven: zes kweekbakken                                                | Bijgebouwen kastelen enz. | vroeg 19e eeuw                |                                              | Utrechtseweg bij 59           | 52° 6' 2" NB, 5° 12' 13" OL  | 506954 | Upload foto       |
| Vollenhoven: tuinschuur                                                     | Bijgebouwen kastelen enz. | ca. 1800                      |                                              | Utrechtseweg bij 59           | 52° 5' 59" NB, 5° 12' 3" OL  | 506955 | Upload foto       |
| Vollenhoven: ijskelder                                                      | Tuin, park en plantsoen   | ca. 1800                      |                                              | Utrechtseweg bij 59           | 52° 6' 5" NB, 5° 12' 7" OL   | 506956 | Meer afbeeldingen |
| Vollenhoven: prieeltje                                                      | Tuin, park en plantsoen   | kort na 1922                  |                                              | Utrechtseweg bij 59           | 52° 5' 59" NB, 5° 12' 13" OL | 506957 | Meer afbeeldingen |
| Vollenhoven: toegangshek en hek rondom halfronde weide                      | Erfscheiding              | 1900                          |                                              | Utrechtseweg bij 59           | 52° 6' 5" NB, 5° 12' 14" OL  | 506958 | Upload foto       |
| Vollenhoven: brug                                                           | Tuin, park en plantsoen   | laat 19e eeuw                 |                                              | Utrechtseweg bij 59           | 52° 6' 1" NB, 5° 12' 2" OL   | 506959 | Upload foto       |
| Vollenhoven: houten toegangshek                                             | Erfscheiding              | laat 19e eeuw                 |                                              | Utrechtseweg bij 59           | 52° 5' 59" NB, 5° 12' 4" OL  | 506960 | Upload foto       |
| Houdringe: hoofdgebouw                                                      | Kasteel, buitenplaats     | 1779                          |                                              | De Holle Bilt 22              | 52° 6' 29" NB, 5° 11' 29" OL | 510397 | Meer afbeeldingen |
| Houdringe: historische tuin- en parkaanleg                                  | Tuin, park en plantsoen   | 1772 + vóór 1823/4            | waarschijnlijk Zocher sr. (tweede fase)      | De Holle Bilt bij 22          | 52° 6' 36" NB, 5° 11' 41" OL | 510398 | Meer afbeeldingen |
| Houdringe: brug met balustrade                                              | Tuin, park en plantsoen   | 1782                          |                                              | De Holle Bilt bij 22          | 52° 6' 26" NB, 5° 11' 27" OL | 510399 | Upload foto       |
| Houdringe: speelhuisje                                                      | Tuin, park en plantsoen   | 1858                          |                                              | De Holle Bilt bij 22          | 52° 6' 28" NB, 5° 11' 23" OL | 510400 | Meer afbeeldingen |
| Houdringe: tuinmuur                                                         | Tuin, park en plantsoen   | 1800-1900                     |                                              | De Holle Bilt bij 20          | 52° 6' 29" NB, 5° 11' 19" OL | 510401 | Meer afbeeldingen |
| Klein Houdringe                                                             | Bijgebouwen kastelen enz. | 1779                          |                                              | De Holle Bilt 14              | 52° 6' 23" NB, 5° 11' 35" OL | 510402 | Meer afbeeldingen |
| De Ketting                                                                  | Bijgebouwen kastelen enz. | 1902                          |                                              | De Holle Bilt 20              | 52° 6' 14" NB, 5° 11' 20" OL | 510403 | Meer afbeeldingen |
| Houdringe: hekpalen                                                         | Tuin, park en plantsoen   | ca. 1902                      |                                              | De Holle Bilt bij 20          | 52° 6' 14" NB, 5° 11' 19" OL | 510404 | Meer afbeeldingen |
| Beerschoten: hoofdgebouw                                                    | Kasteel, buitenplaats     | 1890-1891                     |                                              | De Holle Bilt 2               | 52° 6' 17" NB, 5° 12' 5" OL  | 511394 | Meer afbeeldingen |
| Beerschoten: historisch tuin- en parkaanleg                                 | Tuin, park en plantsoen   | ca. 1820 + na 1842            | waarschijnlijk J.D. Zocher jr. (tweede fase) | De Holle Bilt bij 2           | 52° 6' 17" NB, 5° 12' 5" OL  | 511396 | Meer afbeeldingen |
| Beerschoten: toegangspijlers                                                | Gebouw                    | 18e/19e eeuw                  |                                              | De Holle Bilt bij 2           | 52° 6' 17" NB, 5° 12' 5" OL  | 511397 | Upload foto       |
| Beerschoten: ijskelder                                                      | Tuin, park en plantsoen   | begin 19e eeuw                |                                              | De Holle Bilt bij 2           | 52° 6' 17" NB, 5° 12' 5" OL  | 511398 | Meer afbeeldingen |
| Beerschoten: brug                                                           | Tuin, park en plantsoen   | tweede kwart 19e eeuw         |                                              | De Holle Bilt bij 2           | 52° 6' 17" NB, 5° 12' 5" OL  | 511399 | Meer afbeeldingen |
| Beerschoten: koetshuis                                                      | Bijgebouwen kastelen enz. | 1850-1900                     |                                              | De Holle Bilt 6               | 52° 6' 23" NB, 5° 12' 3" OL  | 511400 | Meer afbeeldingen |
| Tuinmanswoning "De Koepel"                                                  | Bijgebouwen kastelen enz. | 1855                          |                                              | De Holle Bilt 8               | 52° 6' 13" NB, 5° 11' 50" OL | 511401 | Meer afbeeldingen |
| Beerschoten: Klein Beerschoten                                              | Bijgebouwen kastelen enz. | 1843                          |                                              | Utrechtseweg 60               | 52° 6' 10" NB, 5° 12' 11" OL | 511402 | Meer afbeeldingen |
| Het Spinneweb                                                               | Bijgebouwen kastelen enz. | 1800-1823                     |                                              | Visserssteeg 20-26            | 52° 6' 38" NB, 5° 12' 1" OL  | 511403 | Meer afbeeldingen |
| Beerschoten: grenspalen                                                     | Grensafbakening           | ca. 1850                      |                                              | De Holle Bilt bij 10          | 52° 6' 10" NB, 5° 11' 37" OL | 511404 | Meer afbeeldingen |
| Beerschoten: Tuinmanswoning                                                 | Bijgebouwen kastelen enz. | 1893 (bouw) 1979 (uitgebreid) |                                              | De Holle Bilt 10              | 52° 6' 11" NB, 5° 11' 39" OL | 511405 | Meer afbeeldingen |
| Oostbroek: landhuis                                                         | Kasteel, buitenplaats     | 1887                          |                                              | Bunnikseweg 39                | 52° 5' 26" NB, 5° 11' 30" OL | 514653 | Meer afbeeldingen |
| Oostbroek: tuinmanswoning met aangebouwde orangerie                         | Tuin, park en plantsoen   | ca. 1887                      |                                              | Bunnikseweg 45                | 52° 5' 27" NB, 5° 11' 19" OL | 514654 | Meer afbeeldingen |
| Sandwijck: historische tuin- en parkaanleg                                  | Tuin, park en plantsoen   | 1833-1834                     | o.a. Hendrik van Lunteren                    | Utrechtseweg bij 301          | 52° 5' 54" NB, 5° 10' 22" OL | 514660 | Meer afbeeldingen |
| Sandwijck: portierswoning                                                   | Bijgebouwen kastelen enz. | 1858                          |                                              | Utrechtseweg 303              | 52° 6' 8" NB, 5° 10' 29" OL  | 514661 | Meer afbeeldingen |
| Sandwijck: landhuis                                                         | Kasteel, buitenplaats     | 1770                          |                                              | Utrechtseweg 305              | 52° 6' 7" NB, 5° 10' 25" OL  | 514662 | Meer afbeeldingen |
| Sandwijck: pergola                                                          | Tuin, park en plantsoen   | 1910-1920                     |                                              | Utrechtseweg bij 305          | 52° 5' 53" NB, 5° 10' 20" OL | 514663 | Meer afbeeldingen |
| Sandwijck: follie                                                           | Tuin, park en plantsoen   | 1834-1840                     |                                              | Utrechtseweg bij 305          | 52° 5' 58" NB, 5° 10' 20" OL | 514664 | Meer afbeeldingen |
| Sandwijck landhuis "Sluishoef"                                              | Kasteel, buitenplaats     | 1823-1829                     |                                              | Utrechtseweg 315              | 52° 6' 6" NB, 5° 10' 18" OL  | 514665 | Meer afbeeldingen |
| Sandwijck: landhuisboerderij "Oost-Indiën"                                  | Boerderij                 | 1750-1800                     |                                              | Utrechtseweg 301              | 52° 6' 7" NB, 5° 10' 32" OL  | 514666 | Meer afbeeldingen |
| Sandwijck: hekpijkers                                                       | Erfscheiding              | 1834-1850                     |                                              | Utrechtseweg bij 303          | 52° 5' 53" NB, 5° 10' 20" OL | 514667 | Upload foto       |
| Sandwijck: voetgangersbrug                                                  | Brug                      | 1834-1860                     |                                              | Utrechtseweg bij 305          | 52° 5' 53" NB, 5° 10' 20" OL | 514668 | Meer afbeeldingen |
| Villa Linnaeus                                                              | Woonhuis                  | 1890                          |                                              | De Holle Bilt 17              | 52° 6' 11" NB, 5° 11' 25" OL | 514671 | Villa Linnaeus    |
| KNMI: magnetisch paviljoen                                                  | Onderwijs en wetenschap   | 1893-1897                     |                                              | Wilhelminalaan bij 10         | 52° 6' 8" NB, 5° 10' 44" OL  | 514678 | Meer afbeeldingen |
| Oostbroek: Voormalig koetshuis met woning                                   | Bijgebouwen kastelen enz. | 1888                          |                                              | Bunnikseweg 25                | 52° 5' 29" NB, 5° 11' 25" OL | 529156 | Meer afbeeldingen |
| Oostbroek: historische tuin- en parkaanleg                                  | Tuin, park en plantsoen   | 1887                          | I.H.J. van Lunteren                          | Bunnikseweg 39                | 52° 5' 20" NB, 5° 11' 37" OL | 529157 | Meer afbeeldingen |

## Nieuwe Hollandse Waterlinie - Werken bij Griftenstein
De volgende 9 onderdelen die zijn ingeschreven als rijksmonument, vormen de zogenaamde Werken bij Griftenstein.
| Object                                                                                                   | Oorspronkelijke functie?  | Bouwjaar  | Architect | Locatie          | Coördinaten?                | Nr.?   | Afbeelding        |
| --- | ------------------------- | --------- | --------- | ---------------- | --------------------------- | ------ | ----------------- |
| Nieuwe Hollandse Waterlinie Cluster 37. Werken bij Griftenstein: Aarden wal en (resten) van waterwerken. | Fort, vesting en -onderdl |           |           | Utrechtseweg 351 | 52° 5' 53" NB, 5° 9' 52" OL | 532366 | Meer afbeeldingen |
| Werken bij Griftenstein: Groepsschuilplaatsen Type P.                                                    | Bomvrij militair object   |           |           | Utrechtseweg 351 | 52° 5' 57" NB, 5° 9' 50" OL | 532367 | Meer afbeeldingen |
| Werken bij Griftestein: Betonblokken van gietstalen koepelkazematten type G.                             | Kazemat                   |           |           | Utrechtseweg 351 | 52° 5' 60" NB, 5° 9' 44" OL | 532368 | Meer afbeeldingen |
| Werken bij Griftenstein: Schuilplaats type 1915.                                                         | Militair verblijfsgebouw  |           |           | Utrechtseweg 351 | 52° 6' 5" NB, 5° 9' 40" OL  | 532369 | Meer afbeeldingen |
| Werken bij Griftenstein: Betonnen observatiepost met toegangssluis (1916).                               | Militair verblijfsgebouw  |           |           | Utrechtseweg 351 | 52° 6' 1" NB, 5° 9' 42" OL  | 532370 | Upload foto       |
| Werken bij Griftenstein: Twee dubbele mitrailleurkazematten.                                             | Kazemat                   |           |           | Utrechtseweg 351 | 52° 5' 58" NB, 5° 9' 49" OL | 532371 | Meer afbeeldingen |
| Werken bij Griftenstein: Tankhindernis / (anti) Tankgracht.                                              | Gracht                    |           |           | Utrechtseweg 351 | 52° 5' 41" NB, 5° 10' 3" OL | 532372 | Upload foto       |
| Werken bij Griftenstein: Betonnen Brug.                                                                  | Open verdedigingswerk     |           |           | Utrechtseweg 351 | 52° 5' 59" NB, 5° 9' 48" OL | 532457 | Meer afbeeldingen |
| (Anti)Tankgracht ten oosten van Werken bij Griftenstein.                                                 | Open verdedigingswerk     | 1939-1940 |           |                  | 52° 6' 0" NB, 5° 9' 56" OL  | 532462 | Upload foto       |